# Dương Văn Minh
Dương Văn Minh (n. 16 februarie 1916, Mỹ Tho⁠(d), Tiền Giang, Vietnam – d. 6 august 2001, Pasadena, California, SUA), cunoscut popular ca „Marele Minh”, a fost un politician și general din Vietnam. El a fost lider adjunct al forțelor Vietnamului de Sud și a preluat controlul general asupra țării după ce Ngô Đình Diệm a fost asasinat în 1963. Dương a deținut puterea doar trei luni, în 1964, și a condus din nou Vietnamul de Sud în 1975, timp de două zile, fiind obligat apoi să se predea forțelor comuniste.
1. 1 2   https://www.latimes.com/archives/la-xpm-2001-aug-08-me-31712-story.html Lipsește sau este vid: |title= (ajutor)
2. ↑   https://www.nytimes.com/2001/08/08/world/duong-van-minh-85-saigon-plotter-dies.html Lipsește sau este vid: |title= (ajutor)